# Рауль Лое
Рауль Лое (фр. Raoul Loé, нар. 31 січня 1989, Курбевуа) — камерунський футболіст, півзахисник китайського клубу «Шеньсі Чанань».
Виступав, зокрема, за клуб «Осасуна», а також національну збірну Камеруну.

## Клубна кар'єра
Народився 31 січня 1989 року в місті Курбевуа. Вихованець юнацьких команд футбольних клубів «Парі Сен-Жермен» та «Бретіньй».
У дорослому футболі дебютував 2007 року виступами за команду «Бретінь», в якій провів один сезон. 
Згодом з 2008 по 2012 рік грав у складі команд «Манчего», «Сеута» та «Осасуна Б».
Своєю грою за останню команду привернув увагу представників тренерського штабу клубу «Осасуна», до складу якого приєднався 2011 року. Відіграв за клуб з Памплони наступні чотири сезони своєї ігрової кар'єри. Більшість часу, проведеного у складі «Осасуни», був основним гравцем команди.
Протягом 2015—2019 років захищав кольори клубів «Аль-Сайлія», «Осасуна», ЦСКА (Софія) та «Омонія».
До складу клубу «Шеньсі Чанань» приєднався 2020 року. Станом на 4 червня 2022 року відіграв за команду із Сіаня 43 матчі в національному чемпіонаті.

## Виступи за збірну
У 2013 році дебютував в офіційних матчах у складі національної збірної Камеруну.
У складі збірної був учасником Кубка африканських націй 2015 року в Екваторіальній Гвінеї.